# Providence (rzeka)
Providence (ang. Providence River) – rzeka w Stanach Zjednoczonych, w stanie Rhode Island, dopływ zatoki Narragansett. Długość rzeki wynosi 13 km.
Jest rzeką pływową. Powstaje z połączenia rzek Woonasquatucket i Moshassuck, w centrum miasta Providence, stolicy Rhode Island, zasila ją także rzeka Seekonk.